# 4-Acetil-3-metilpiridina
La 4-Acetil-3-metilpiridina es un alcaloide piridínico. Es una feromona de la orina del hurón (Mustela putorius)